# Ланодьер

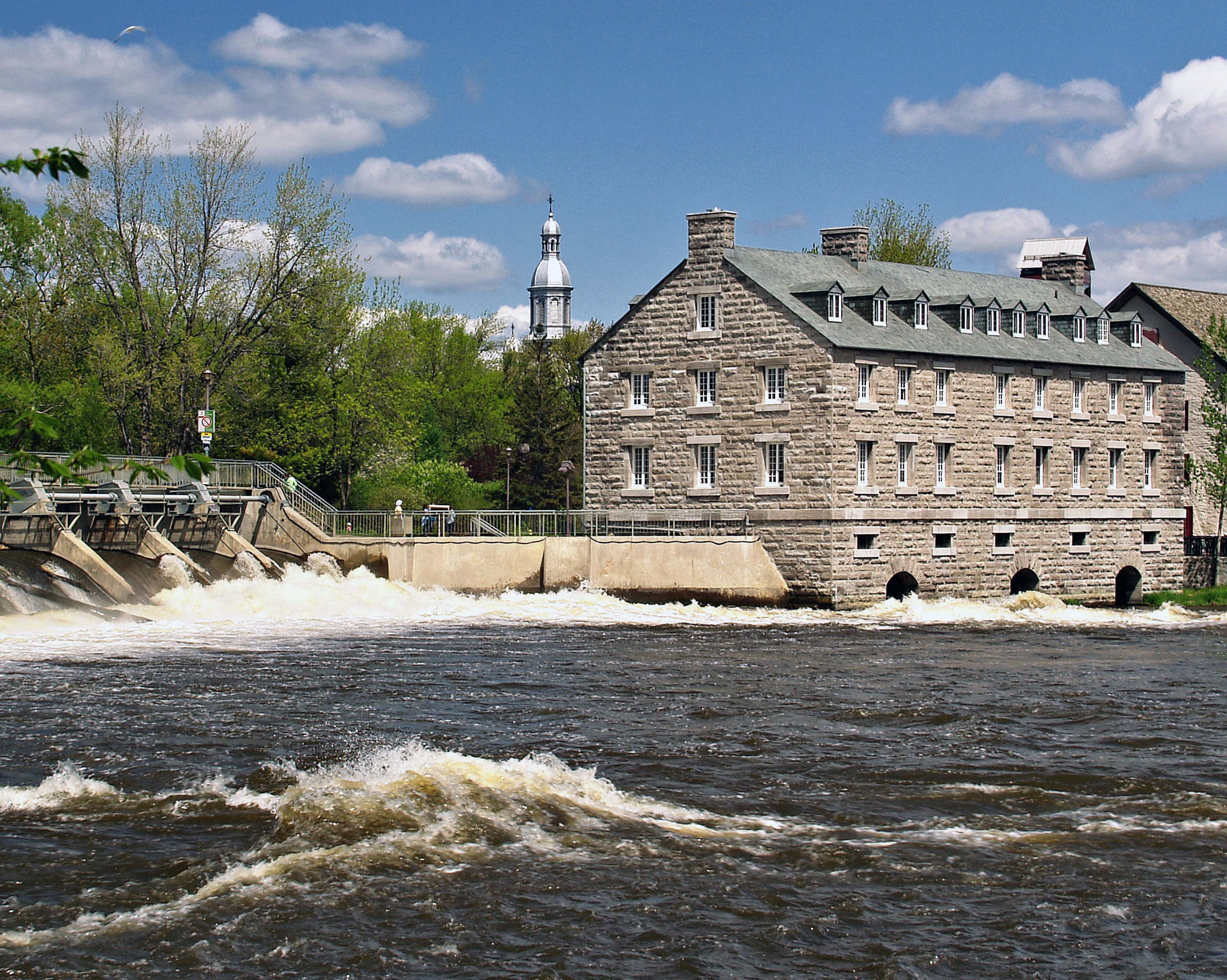
Водяная мельница в Тербоне

Ланодье́р — один из семнадцати административных регионов Квебека, Канада. Расположен непосредственно к северо-востоку от Монреаля. Общая численность населения (перепись 2006 года) составила 429 053 жителя.

## География
Ланодьер является центральной частью провинции Квебек и расположена между рекой Св. Лаврентия и Лаврентийскими горами, между Мориси и Лаврентидами. Благодаря уникальному сочетанию самобытной культуры и окружающей природной среды, Ланодьер привлекает много отдыхающих и туристов. Площадь области составляет 12 413,73 квадратного километра. Территория простирающаяся на 60 км к северо-западу от береговой линии реки Св. Лаврентия освоена в основном за счет сельских общин. Города, такие как Репантиньи, Тербон и Бертивилль, сосредоточены на юге области. Высоты растут к северу региона, начинаясь с 20 метров вблизи реки Св. Лаврентия и доходя до 800 метров вблизи Сен-Донат и Сен-Зенона.
Регион Ланодьер условно можно разделить на три части: южные равнины с городами и деревнями, с богатым историческим наследием; предгорный центр с местами для отдыха на берегах многочисленных озёр и живописными видами; и находящееся на дальнем севере лесистое Лаврентийское плато, известное своей рыбалкой и походами.
Несмотря на то, что дорожная сеть региона пролегает с юга на север и мало сообщается с соседними регионами, дороги Ланодьер прекрасно приспособлены для длительных поездок на автомобиле или велосипеде. В Ланодьер располагается два заказника: Руж-Матавен и Мастигуш, а также часть парка Мон-Тремблан. Также примерно в часе езды к северу от Сен-Мишель-де-Сен, находится резервация индейцев племени манаван Атикамекв.